# Purin
Purín je heterociklična dušikova aromatska spojina, ki ima v svoji strukturi na pirimidinski obroč prikondenziran imidazol. Je osnovni gradnik purinskih dušikovih baz, ki (poleg pirimidinskih baz) tvorijo nukleotide – gradnike DNK in RNK. 
Naziv purini se uporablja tudi za substituirane purinske spojine (ki imajo na purinskem skeletu pripete tudi druge skupine), npr. adenin, gvanin, kofein ...
Purini so v naravi najbolj razširjeni dušikovi heterocikli.

## Pomembni purini
Purini predstavljajo polovico dušikovih baz v jedrnih kislinah, saj tvorijo adenin in gvanin. V DNK se purinske baze povezujejo s komplementarnimi pirimidinskimi bazami, in sicer s timinom in citozinom – to imenujemo komplementarno parjenje baz. V RNK se namesto timina pojavlja uracil.
Pomembni purini so tudi hipoksantin, ksantin, teobromin, kofein, sečna kislina in izogvanin.

## Vloga
Poleg RNK in DNK so purini tudi pomembni graditelji drugih biomolekul, na primer ATP-ja, GTP-ja, cAMP-ja, NADH-ja, koencima A ... Purin (nesubstituiran) sam v naravi ni bil najden, lahko pa ga pridobimo z organsko sintezo.
Fischerjeva sinteza purina: